# آندریفکا (اسلاوگورود، سرزمین آلتای)
آندریفکا (به لاتین: Andreyevka) یک منطقهٔ مسکونی در روسیه است که در سرزمین آلتای واقع شده‌است.